# Draft de la NBA G League de 2020
El Draft de la NBA G League de 2020 fue el vigésimo draft de NBA G League. Estada originalmente programado realizarse en octubre de 2020, antes de comenzar la temporada 2020-21 de la NBA G League, pero fue pospuesto hasta el 11 de enero de 2021 debido a los problemas ocasionados por la pandemia de COVID-19. La temporada 2020–21 fue también pospuesta hasta su comienzo en febrero de 2021.
Admiral Schofield fue elegido en primer lugar por los Greensboro Swarm. El draft duró tres rondas y se limitó a los 17 equipos que iban a jugar en la "burbuja de la G League" en Orlando (Florida).

## Selecciones del draft
| PG | Base | SG | Escolta | SF | Alero | PF | Ala Pívot | C | Pívot |

| ^ | Denota jugador que ha sido seleccionado para un NBA Development League All-Star Game(s)                                         |
| * | Denota jugador que ha sido seleccionado para un NBA Development League All-Star Game(s) y también elegido en el Draft de la NBA |
| † | Denota jugador elegido también en el Draft de la NBA                                                                            |

### Primera ronda
| Pick | Jugador            | Pos. | Nacionalidad        | Equipo                   | Universidad / Club |
| ---- | ------------------ | ---- | ------------------- | ------------------------ | ------------------ |
| 1    | Admiral Schofield† | F/G  | Estados Unidos      | Greensboro Swarm         | Tennessee          |
| 2    | Freddie Gillespie  | F/C  | Estados Unidos      | Memphis Hustle           | Baylor             |
| 3    | Antonio Blakeney   | G    | Estados Unidos      | Canton Charge            | LSU                |
| 4    | Allonzo Trier      | G    | Estados Unidos      | Iowa Wolves              | Arizona            |
| 5    | Tahjere McCall     | G    | Estados Unidos      | Lakeland Magic           | Tennessee State    |
| 6    | Anthony Lamb       | F    | Estados Unidos      | Canton Charge            | Vermont            |
| 7    | Zavier Simpson     | G    | Estados Unidos      | Oklahoma City Blue       | Michigan           |
| 8    | D. J. Hogg         | F    | Estados Unidos      | Lakeland Magic           | Texas A&M          |
| 9    | Justin Patton†     | C    | Estados Unidos      | Westchester Knicks       | Creighton          |
| 10   | Armoni Brooks      | G    | Estados Unidos      | Rio Grande Valley Vipers | Houston            |
| 11   | Kevon Harris       | G/F  | Estados Unidos      | Raptors 905              | Stephen F. Austin  |
| 12   | Jarron Cumberland  | G    | Estados Unidos      | Rio Grande Valley Vipers | Cincinnati         |
| 13   | Vincent Edwards†   | F    | Estados Unidos      | Oklahoma City Blue       | Purdue             |
| 14   | Jonathan Kasibabu  | F    | República del Congo | Austin Spurs             | Fairfield          |
| 15   | Gary Payton II     | G    | Estados Unidos      | Raptors 905              | Oregon State       |
| 16   | Anthony Cowan Jr.  | G    | Estados Unidos      | Memphis Hustle           | Maryland           |
| 17   | Dakarai Tucker     | G    | Estados Unidos      | Iowa Wolves              | Utah               |
| 18   | —                  | —    | —                   | Salt Lake City Stars*    | —                  |

### Segunda ronda
| Pick | Jugador         | Pos. | Nacionalidad   | Equipo                  | Universidad / Club |
| ---- | --------------- | ---- | -------------- | ----------------------- | ------------------ |
| 1    | Jemerrio Jones  | F    | Estados Unidos | Delaware Blue Coats     | New Mexico State   |
| 2    | Oshae Brissett  | F/G  | Canadá         | Fort Wayne Mad Ants     | Syracuse           |
| 3    | —               | —    | —              | Westchester Knicks*     | —                  |
| 4    | —               | —    | —              | Iowa Wolves*            | —                  |
| 5    | —               | —    | —              | Long Island Nets*       | —                  |
| 6    | —               | —    | —              | Agua Caliente Clippers* | —                  |
| 7    | Quincy McKnight | G    | Estados Unidos | Fort Wayne Mad Ants     | Seton Hall         |
| 8    | —               | —    | —              | Agua Caliente Clippers* | —                  |
| 9    | Selom Mawugbe   | F    | Estados Unidos | Santa Cruz Warriors     | Azusa Pacific      |
| 10   | —               | —    | —              | Raptors 905*            | —                  |
| 11   | —               | —    | —              | Memphis Hustle*         | —                  |
| 12   | Anthony Mathis  | G    | Estados Unidos | Austin Spurs            | Oregon             |
| 13   | —               | —    | —              | Erie BayHawks*          | —                  |
| 14   | —               | —    | —              | Greensboro Swarm*       | —                  |
| 15   | Kaleb Johnson   | G    | Estados Unidos | Austin Spurs            | Georgetown         |
| 16   | —               | —    | —              | Santa Cruz Warriors*    | —                  |
| 17   | —               | —    | —              | Memphis Hustle*         | —                  |
| 18   | Rob Edwards     | G    | Estados Unidos | Oklahoma City Blue      | Arizona State      |
| 19   | —               | —    | —              | Salt Lake City Stars*   | —                  |

### Tercera ronda
| Pick | Jugador     | Pos. | Nacionalidad   | Equipo               | Universidad / Club |
| ---- | ----------- | ---- | -------------- | -------------------- | ------------------ |
| 1    | —           | —    | —              | Greensboro Swarm*    | —                  |
| 2    | —           | —    | —              | Erie BayHawks*       | —                  |
| 3    | —           | —    | —              | Westchester Knicks*  | —                  |
| 4    | Braxton Key | G    | Estados Unidos | Delaware Blue Coats  | Virginia           |
| 5    | —           | —    | —              | Iowa Wolves*         | —                  |
| 6    | —           | —    | —              | Long Island Nets*    | —                  |
| 7    | —           | —    | —              | Oklahoma City Blue*  | —                  |
| 8    | —           | —    | —              | Fort Wayne Mad Ants* | —                  |
| 9    | —           | —    | —              | Canton Charge*       | —                  |
| 10   | —           | —    | —              | Raptors 905*         | —                  |
| 11   | —           | —    | —              | Delaware Blue Coats* | —                  |
| 12   | —           | —    | —              | Lakeland Magic*      | —                  |
| 13   | —           | —    | —              | Memphis Hustle*      | —                  |
| 14   | —           | —    | —              | Canton Charge*       | —                  |
| 15   | —           | —    | —              | Raptors 905*         | —                  |

*No pudo seleccionar